# Kościół św. Anny w Barczewie
Kościół Świętej Anny i Świętego Szczepana – jeden z zabytków miasta Barczewa, w województwie warmińsko-mazurskim. Należy do dekanatu Barczewo archidiecezji warmińskiej.

## Historia
Jest to świątynia gotycka z XIV wieku, przebudowana po pożarach w XVI i XVII wieku oraz w końcu XVIII wieku, rozbudowana w 1894 roku o neogotyckie prezbiterium. Podczas II wojny światowej budowla ucierpiała. Do 1962 roku zostały zakończone prace remontowe. W latach 1988–1989 zostało odnowione wnętrze kościoła.

## Architektura

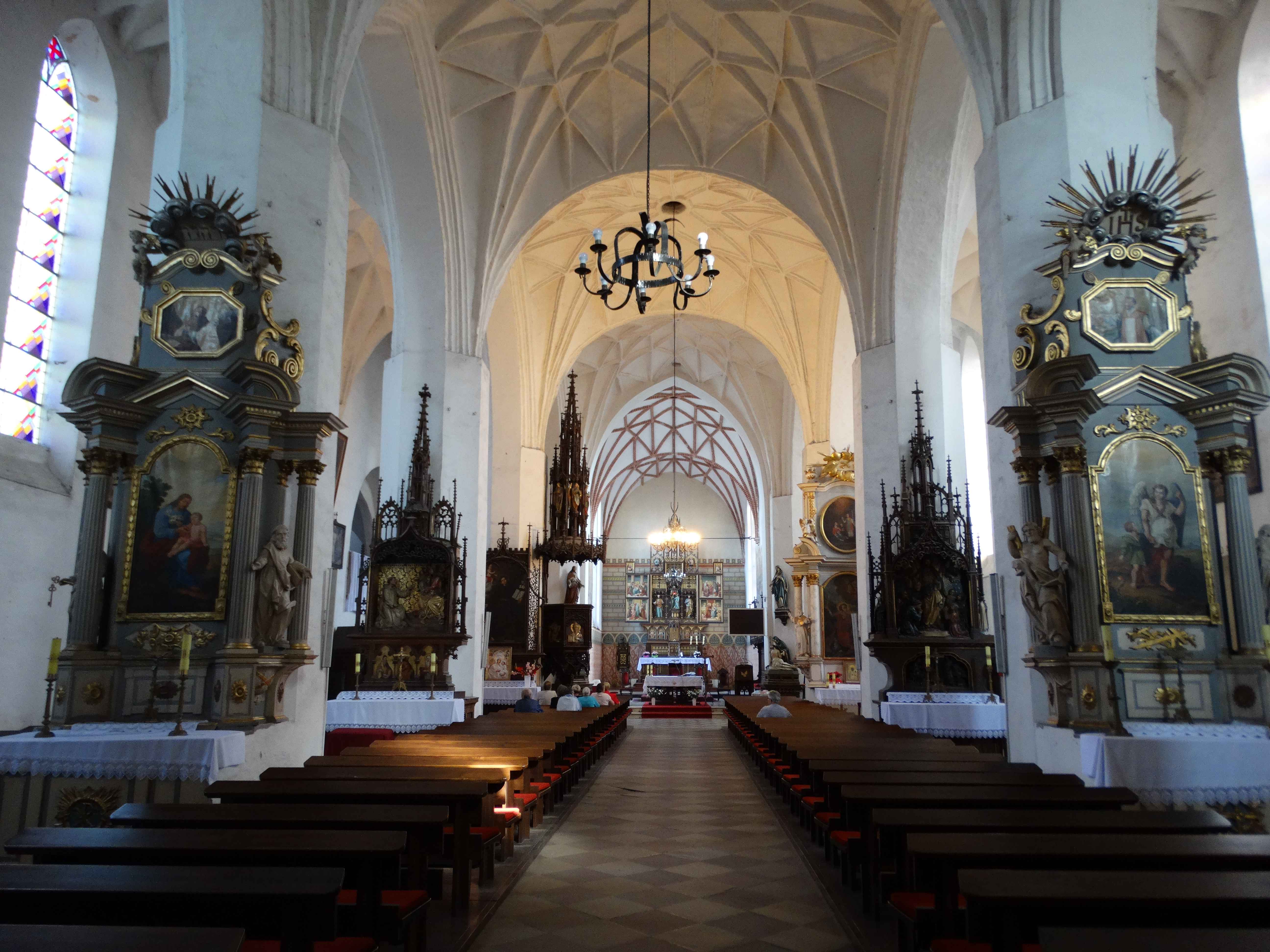
Wnętrze świątyni

Jest to budowla orientowana, murowana, wzniesiona z cegły. Od strony zachodniej dobudowana jest wysoka wieża. Posiada ona siedem kondygnacji, które są oddzielone od siebie tynkowanymi fryzami. Jest zwieńczona barokowym hełmem z latarnią i chorągiewką, na której jest umieszczona data „1800”. Wieża jest ozdobiona blendami z różnymi typami łuków. Umieszczony we wieży portal z ostrymi łukami, jest ozdobiony profilowaniem na ościeżach. Ściany wieży i korpusu nawowego wzmocnione są przyporami. Pod okapem dachu i pod ostrołukowymi oknami są umieszczone gzymsy. Nad oknami znajduje się również tynkowany fryz. Na wschodniej ścianie szczytowej głównego korpusu jest umieszczonych dziesięć tynkowanych, ostrołukowych wnęk. Nad nimi znajdują się lunety. Zachodni szczyt budowli jest zwieńczony późnobarokową wieżyczką z chorągiewką, na której znajduje się data „1798”. Halowe wnętrze kościoła o pięciu przęsłach, posiada trzy nawy sklepione łukowo i gwiaździście. Ich sklepienia są podtrzymywane przez cztery pary ośmiokątnych filarów. Sklepienie zakrystii posiada dwa przęsła. Wchodzi się do niej przez ostrołukowe drzwi. Portal na elewacji południowej kruchty posiada również formę ostrołukową, profilowaną. Wystrój zdominowany przez neogotyk, wyjątek stanowi gotycki krucyfiks z ok. 1500. Od miejskiej zabudowy kościół oddziela mur z trzema bramami.